# Steuergitter
Das Steuergitter ist eine Elektrode in einer Elektronenröhre. Das Steuergitter (Gitter 1) ist bei Elektronenröhren die zweite Elektrode von Röhren mit einem oder mehreren Gittern, angeordnet zwischen Kathode und Anode. Es gibt Elektronenröhren mit mehr als einem Steuergitter.

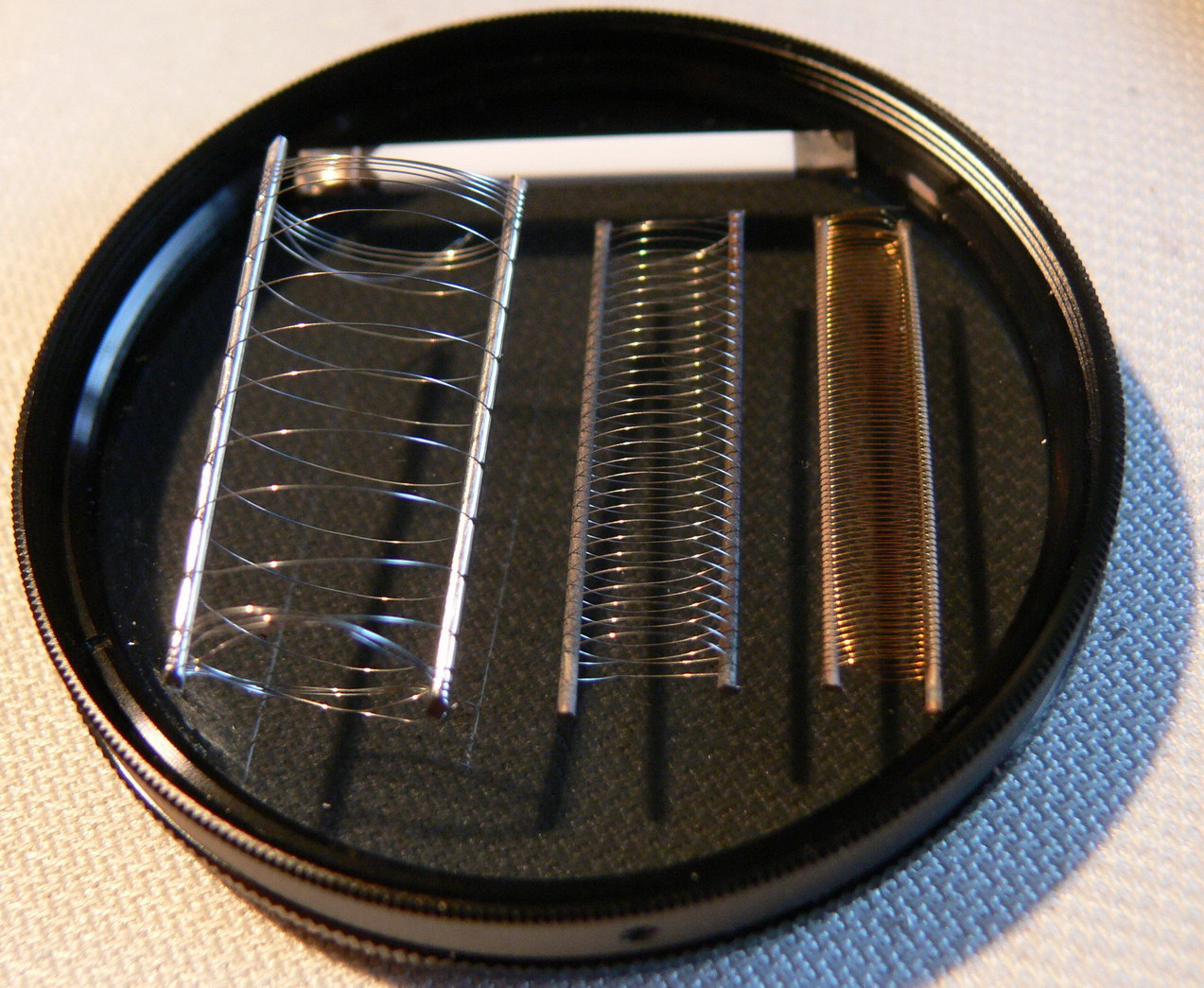
Rechts das Steuergitter einer EL84

Der Wehneltzylinder der Kathodenstrahlröhre wird wegen seiner ähnlichen Funktion auch oft als Gitter 1 bezeichnet.

## Funktion

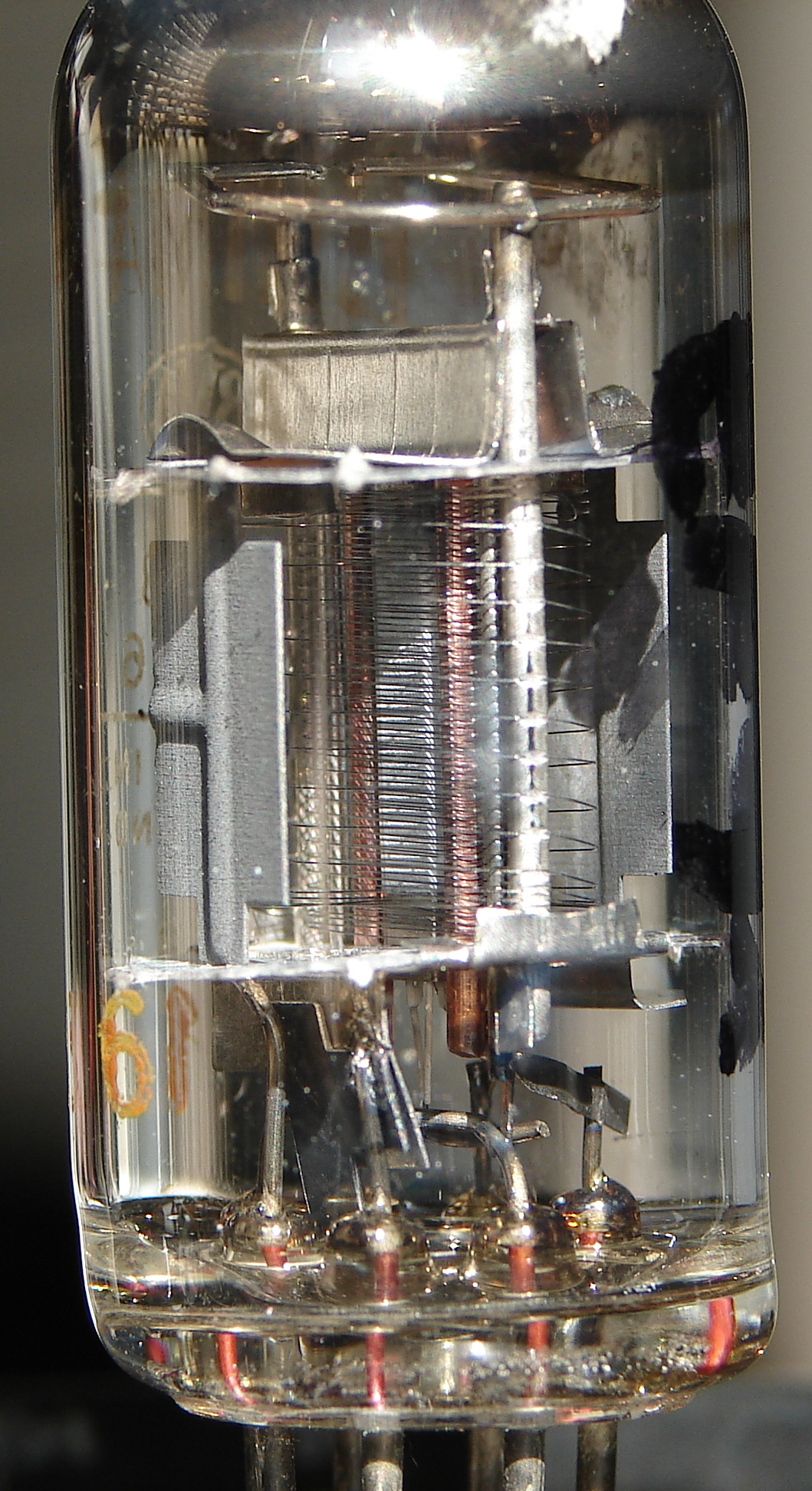
Makroaufnahme einer EF91-Pentode

Das Steuergitter steuert den Elektronenstrom von der Kathode zur Anode und wird üblicherweise mit negativer Spannung gegenüber der Kathode betrieben. Je negativer die Gitterspannung gegenüber der Kathode ist, umso kleiner wird der Elektronenstrom in Richtung Anode, da die ebenfalls negativ geladenen Elektronen mehr oder minder stark zur Kathode zurückgedrängt werden.
In der Anfangszeit der Röhrentechnik erinnerte das Steuergitter in seiner Ausführung als durchlochtes Blech tatsächlich eher an ein Gitter. Diese Bezeichnung hat sich daher bis heute gehalten.
Das Steuergitter ist in seiner modernen Ausführung eine Drahtwendel, die in geringem Abstand um die Kathode angeordnet ist. Eine Sonderform des Steuergitters ist das Spanngitter, bei dem der besonders dünne Gitterdraht fest gespannt um zwei stabile Träger gewickelt und darauf fixiert wurde. Auf dem Bild ist das Steuergitter erkennbar: Es befindet sich auf den kupferfarbenen Trägerstäben aufgewickelt. Diese müssen auch Wärme abführen, damit das Steuergitter nicht von der benachbarten Kathode überhitzt wird und wegen des Edison-Richardson-Effektes selbst Elektronen emittiert (siehe Gitterstrom).

### Raumladegitter
Das Raumladegitter wird selten verwendet. Es liegt noch vor dem Steuergitter von Elektronenröhren und wird mit einer positiven Spannungsquelle von 5..20 Volt verbunden. Es beschleunigt die von der Kathode ausgetretenen Elektronen in Richtung Anode. Vor dem nachfolgenden eigentlichen Steuergitter bildet sich dadurch eine Raumladungszone aus, die als virtuelle Kathode angesehen werden kann. Die Raumladegitter-Röhren sind für niedrige Anodenspannungen geeignet, so erlaubt die Raumladegitter-Tetrode RE074d beispielsweise eine maximale Anodenspannung von 20 V.
Vor der Entdeckung der Oxidkathode wurden Raumladungsröhren oft verwendet, weil deren Kathode wenig leistungsfähig war. Um Verzerrungen durch Sättigungseffekte zu erreichen, wurde die Raumladekonstruktion entwickelt.
Das Raumladegitter ist ein essentieller Bestandteil von Elektrometerröhren.
Unter den moderneren Röhrentypen wurde die Schaltungsvariante Gitter-1-an-Kathode mit der EQ 80, einer Demodulatorröhre für frequenzmodulierte Signale, verwendet. Ziel ist hier allerdings nicht die Raumladungszone aufzubauen, sondern den maximalen Anodenstrom zu begrenzen, um eine einwandfreie Störunterdrückung zu erreichen. Dies wird durch eine sehr enge Wicklung des ersten Gitters erreicht.

## Regelröhren
Sogenannte Regelröhren besitzen ein Steuergitter mit unterschiedlicher Steigung der Gitterwendel, entweder durch nachträgliches Heraustrennen einzelner Windungsabschnitte oder auch durch Änderung der Wicklungsabstände während des Wickelvorganges. Dadurch ist die Gitterspannung-Anodenstrom-Kennlinie der Röhre stark gekrümmt und entspricht näherungsweise einer Exponentialfunktion. Dies ermöglicht ein Verlegen des Arbeitspunktes der Röhre in Gebiete unterschiedlicher Steilheit, gesteuert durch die Gittervorspannung. Als Ergebnis ist die Verstärkung in weiten Grenzen steuerbar.
Regelröhren sind nur für die Verstärkung von kleinen Spannungen geeignet. Durch die stark gekrümmte Kennlinie nehmen Verzerrungen bei steigender Aussteuerung überproportional zu herkömmlichen Röhren zu. Daher sind Regelröhren normalerweise Kleinsignalverstärkerröhren (im Gegensatz zu Leistungsendröhren). Anhand der Typenbezeichnung sind diese oft durch eine ungerade Endziffer gekennzeichnet.
Die Bezeichnung Regelröhre rührt aus der Verwendung dieser Röhrentype im ZF-Verstärker von Überlagerungsempfängern her, der wegen des erforderlichen Schwundausgleichs veränderbare Verstärkung ermöglichen muss. Die Röhre ist Teil eines Regelkreises, der bei schwankender Empfangsfeldstärke eine weitestgehend gleichbleibende Lautstärke des empfangenen Senders sicherstellen soll.

## Mehrere Steuergitter
Ebenfalls gibt es Röhren, die mehrere Steuergitter besitzen (Hexoden, Heptoden, Oktoden und Enneoden) und so eine Mehrfachsteuerung des Elektronenstromes zulassen. Dabei sind Steuer- und Schirmgitter nacheinander angeordnet. Die Schirmgitter erzeugen eine Raumladungszone vor dem jeweils nachfolgenden Steuergitter und bilden dadurch eine virtuelle Kathode.